# Marie Dubois
Marie Dubois (Párizs, 1937. január 12. – Lescar, 2014. október 15.) César-díjas francia színésznő.

## Életpályája
A Centre de la Rue Balnche-ban, majd a konzervatóriumban sajátította el a színi mesterség alapjait. 1959-től szerepelt filmekben, és gyakran a televízióban is.
A fiatal nemzedék tehetséges képviselője volt drámai művekben és vígjátéki szerepekben egyaránt. Az 1960-as években feltűnt az új hullám filmjeiben, így a Jules és Jim (1962), Körbe-körbe (1964), A párizsi tolvaj (1967) című filmekben volt látható.

## Magánélete
1961–2007 között Serge Rousseau (1930–2007) francia színész volt a férje.

## Filmjei
- Les cinq dernières minutes (1959–1960)
- Lőj a zongoristára (Tirez sur le pianiste!) (1960)
- Az asszony az asszony (1961)
- A fekete monokli (Le monocle noir) (1961)
- Jules és Jim (Jules et Jim) 1962)
- Az Oroszlán jegyében (1962)
- Férfivadászat (1964)
- Két nap az élet (1964)
- Körbe-körbe (La ronde) (1964)
- A hálátlan kor (L'âge ingrat) (1964)
- Finom kis háború (1965)
- A nagypofájúak (Les grandes gueules) (1965)
- Egy kis kiruccanás (La grande vadrouille) (1966)
- A párizsi tolvaj (1967)
- Az az átkozott nagyapa (1968)
- Stuntman (1968)
- Azok a csodálatos férfiak (1969)
- A tojás (1972)
- Vincent, François, Paul és a többiek (1974)
- Az ártatlan (1976)
- Csapda/A bűn árnyékában (1977)
- Cinéma 16 (1978–1982)
- Amerikai nagybácsim (1980)
- Főúr! (1983)
- Helló, Einstein! (1985)
- Pokolra szállás (1986)
- Maria Vandamme (1989)
- A szél gyermekei (1991)
- Maigret és a padon üldögélő férfi (1993)
- Ismeretlen bizalmas (1995)
- Senki többet (1997)

## Díjai
César-díj (1978)
- legjobb mellékszereplő színésznő - A bűn árnyékában